# Canadian Assault
Canadian Assault è un EP dei Venom, pubblicato in Canada nel 1985 dalla Banzai Records, e in Gran Bretagna dalla Neat Records.

## Tracce
Live
1. Die Hard – 3:24
2. Welcome to Hell – 2:52
3. In Nomine Satanas – 5:35

Studio
1. Warhead – 3:20
2. Women – 2:55
3. 7 Gates of Hell – 5:37

## Formazione
- Conrad "Cronos" Lant - voce, basso
- Jeffrey "Mantas" Dunn - chitarra
- Tony "Abaddon" Bray - batteria